# فلاديمير ميلينكوفيتش
فلاديمير ميلينكوفيتش هو لاعب كرة قدم صربي في مركز الهجوم، ولد في 22 يونيو 1982 في نيش في صربيا. لعب مع تيموك زاييتشار ورادنيتشكي نيش ونادي رودار بليفليا ونادي فورسكلا بولتافا ونادي ياغودينا.